# Закон України «Про аварійно-рятувальні служби»
Закон України «Про аварійно-рятувальні служби» — закон України, ухвалений 14 грудня 1999 4 сесією III скликання після законодавчої ініціативи Кабінету Міністрів України (прем'єр-міністр — Валерій Пустовойтенко).
Закон визначає організаційні, правові та економічні засади створення і діяльності аварійно-рятувальних служб, обов'язки, права, гарантії соціального захисту та відповідальність рятувальників, а також питання міжнародного співробітництва у сфері ліквідації надзвичайних ситуацій.
Втратив чинність на підставі Кодексу цивільного захисту України.